# Silva Escura e Dornelas
Silva Escura e Dornelas (oficialmente, União das Freguesias de Silva Escura e Dornelas) é uma freguesia portuguesa do município de Sever do Vouga, com 21,92 km² de área e 1932 habitantes (censo de 2021). A sua densidade populacional é 88,1 hab./km².

## História
Foi criada aquando da reorganização administrativa de 2012/2013, resultando da agregação das antigas freguesias de Silva Escura e Dornelas.

## Demografia
A população registada nos censos foi:
| Distribuição da População por Grupos Etários | Distribuição da População por Grupos Etários | Distribuição da População por Grupos Etários | Distribuição da População por Grupos Etários | Distribuição da População por Grupos Etários | Distribuição da População por Grupos Etários |
| -------------------------------------------- | -------------------------------------------- | -------------------------------------------- | -------------------------------------------- | -------------------------------------------- | -------------------------------------------- |
| Antes da agregação                           |                                              |                                              |                                              |                                              |                                              |
| Ano                                          | 0-14 anos                                    | 15-24 anos                                   | 25-64 anos                                   | >= 65 anos                                   | Total                                        |
| 2001                                         | 365                                          | 293                                          | 1268                                         | 474                                          | 2400                                         |
| 2011                                         | 330                                          | 247                                          | 1178                                         | 563                                          | 2318                                         |
| Após a agregação                             |                                              |                                              |                                              |                                              |                                              |
| Ano                                          | 0-14 anos                                    | 15-24 anos                                   | 25-64 anos                                   | >= 65 anos                                   | Total                                        |
| 2021                                         | 173                                          | 200                                          | 950                                          | 609                                          | 1932                                         |

## Lugares

### Silva Escura
- Angios
- Bouça
- Bouças
- Cabreia
- Cambas
- Carvalhal
- Castelões
- Costa Má
- Coval da Mó
- Espinheiro
- Felgares
- Fojo
- Folharido
- Fundo de Aldeia
- Louriçal
- Malhada
- Nicho
- Paço
- Pereira
- Presas
- Quintã
- Quinta da Gândara
- Remolha
- Romezal
- Sequeiros
- Silva Escura (Sede)
- Tapada
- Tojal
- Vale da Anta
- Vale do Neto
- Vale dos Carvalhos
- Vila Fria

### Dornelas
- Abrunheiro
- Areeiro
- Arestal (ou São Tiago)
- Boialvo
- Burneira
- Cabeço
- Cabo da Vessada
- Casal
- Cheirinha
- Decide
- Dornelas (sede)
- Outeiro Meão
- Ponte da Besourinha
- Portas Vermelhas (ou Vales)
- Reguengo
- Riobom (ou Rio Bom)
- Zibreiros